# Gladys Nyirongo
Gladys Zita Nyirongo (* 27. September 1957) ist eine Politikerin in Sambia und Pastorin der River of Life Church in Kabwe.
Gladys Nyirongo war zuvor Ministerin für Sport, Jugend und Kinder-Entwicklung und hat sich mit ungeschickten Äußerungen bei Fußballfans keinen guten Namen gemacht. Zudem machte sie einige Sportverbandsvorsitzende lächerlich, was Anfang 2006 ein parlamentarisches Nachspiel hatte. Ihre Themen sind Fußballfans, AIDS-Waisen, Kinderarbeit, sexueller Missbrauch, Straßenkinder, die Bedingungen in islamischen Internaten.
Seit 2005 ist sie Ministerin für Land und wurde nach den Wahlen in Sambia 2006 in diesem Amt bestätigt. Zentrales Thema hier ist die Korruption bei der Zuteilung von Land, für gewöhnlich für 99 Jahre, aber auch Kleinbauern aus Malawi, die in der Ostprovinz illegal Tabak anbauen und vorher die Grenzpfähle stehlen. Nyirongo wurde 2001 für den Wahlkreis Bwacha bei Kabwe als unabhängige Kandidatin Mitglied der Nationalversammlung Sambias.
Sie wurde im Jahr 2009 von einem Gericht in Lusaka zu zwei und vier Jahren Haft mit Zwangsarbeit verurteilt, weil sie als Ministerin (Land) in einem staatlichen Verfahren zur Landveräußerung mehrfach gegen geltendes Recht, zum Vorteil anderer und für sich, verstieß.
Gladys Nyirongo ist verheiratet mit Jim Nyirongo, ebenfalls Pastor.